# Schuldnerverzug (Schweiz)
Im Schuldnerverzug befindet sich der Schuldner einer fälligen und durchsetzbaren Forderung, wenn er seine Leistungshandlung im Zeitpunkt des verzugsauslösenden Umstandes (in der Regel Mahnung oder Zeitablauf) nicht vorgenommen und diese Verzögerung zu vertreten hat. Im Falle einer Geldforderung spricht man (insbesondere ausserhalb der Rechtswissenschaft) auch vom Zahlungsverzug.

## Voraussetzungen
Das schweizerische Recht regelt den Schuldnerverzug in den Art. 102–109 OR. Der Schuldner kommt durch Mahnung des Gläubigers in Verzug, sofern kein Verfalltagsgeschäft vorliegt. Im täglichen Geschäftsverkehr ist es üblich, dass ein Schuldner drei Mal gemahnt wird, bevor die Zwangsvollstreckung gegen ihn eingeleitet wird, obwohl es hierfür nach Gesetz keinen Bedarf gibt.

## Verzugszins
Der Verzugszinssatz – sofern nichts anderes vereinbart wurde – beträgt 5 % p. a. («fünf vom Hundert» in der Formulierung des Gesetzes). Das Schweizer Recht kennt für Verzugszinsen das Zinseszins-Verbot, was historisch betrachtet ein Überbleibsel des christlichen Zinsverbotes ist (Zinseszinsverbot).

## Verzugsschaden
Befindet sich der Schuldner verschuldeterweise im Verzug, wird er gegebenenfalls schadenersatzpflichtig (Art. 106 OR). Der Gläubiger muss den ihm entstandenen Schaden jedoch vorab aus den Verzugszinsen decken. Ist durch den Zahlungsverzug ein zusätzlicher, konkreter Schaden entstanden, kann der Gläubiger einen Verzugsschaden in Rechnung stellen. Dies ist zum Beispiel der Fall, wenn der Gläubiger für die Überbrückung des Zahlungsausfalles einen Kredit aufnehmen musste. Der Gläubiger muss diesen Verzugsschaden belegen, um ihn geltend zu machen. Die Rechtslage hält jedoch Inkasso-Unternehmen nicht davon ab, regelmässig einen solchen Verzugsschaden zu verrechnen. Dazu kommt es vor, dass Inkassounternehmen den nicht bezahlten – aber nicht geschuldeten – Verzugsschaden an Wirtschaftsauskunfteien melden, mit der Folge, dass Kunden nur noch per Vorauszahlung Waren und Dienstleistungen bestellen können.
Nach der Rechtsprechung des Bundesgerichtes gehört die Eintreibung von offenen Forderungen zur normalen Geschäftstätigkeit von Unternehmen, weswegen die Kosten, die beim Eintreiben von Schulden entstehen, nicht dem Schuldner verrechnet werden dürfen. Davon unberührt sind vertraglich festgelegte Gebühren, die bei Zahlungsverzug zu entrichten sind. Leitet der Gläubiger eine Betreibung ein, muss der Schuldner die Kosten des Verfahrens übernehmen (SchKG § 68).
Des Weiteren gilt die Schadensminderungspflicht seitens des Gläubigers; er muss die Eintreibung der Schulden kostengünstig gestalten.

## Weitere Rechtsfolgen
Erfüllt der Schuldner die gegen ihn gerichtete Forderung nicht, kann die Betreibung auf Pfändung (bei natürlichen Personen) oder Konkurs (vorwiegend bei Juristischen Personen) gegen ihn eingeleitet werden. Dies führt zu einer Zwangsvollstreckung der Forderung. Massgeblich hierfür ist das Schuldbetreibungs- und Konkursrecht, geregelt im gleichnamigen Bundesgesetz. Rein technisch ist eine Mahnung für die Betreibung sogar entbehrlich, da die Betreibungsämter von Gesetzes wegen das Bestehen einer Forderung nicht prüfen dürfen. Umgekehrt führt aber spätestens die Betreibung zum Schuldnerverzug, wenn vorgängig keine Mahnung erfolgt ist.